# Вятские Поляны
Вя́тские Поля́ны — третий по численности населения город в Кировской области России.
Административный центр Вятскополянского района (в его состав не входит). Образует одноимённый городской округ.

## География
Расположен на крайнем юге области на правом крутом берегу реки Вятка, в ста километрах от её устья, недалеко от границ Татарстана и Удмуртии.
Через город протекают река Ошторма и её левый приток Тойменка.
Расстояния от города — по прямой (и по дороге): Сосновка — 13 (19) км, Малмыж — 40 (55) км, Киров — 275 (320) км, Кукмор — 9 (9) км, Казань — 125 (150) км.
По классификации Б. П. Алисова Вятские Поляны расположены в умеренном климатичесом поясе в области перехода от морского к континентальному. По классификации В. П. Кёппена город расположен в зоне влажного континентального климата (Dfb).
- Среднегодовая температура воздуха: +3,7 °C
- Относительная влажность воздуха: 69,7 %
- Средняя скорость ветра: 3,0 м/с

| Показатель                            | Янв.  | Фев.  | Март | Апр. | Май  | Июнь | Июль | Авг. | Сен. | Окт. | Нояб. | Дек.  | Год |
| ------------------------------------- | ----- | ----- | ---- | ---- | ---- | ---- | ---- | ---- | ---- | ---- | ----- | ----- | --- |
| Средняя температура, °C               | −11,1 | −10,9 | −5,4 | 3,9  | 12,6 | 18,0 | 19,9 | 16,9 | 11,3 | 3,7  | −5,4  | −10,4 | 3,7 |
| Источник: NASA. База данных RETScreen |       |       |      |      |      |      |      |      |      |      |       |       |     |

## История
До середины XVI века территория нижнего течения Вятки, входившая в так называемую Арскую область, была заселена удмуртами, марийцами и татарами и подчинена Казанскому ханству.
Просторные территории пустующих пахотных, лесных, луговых и рыболовных угодий в 1595 году были переданы царём Фёдором Иоанновичем (по просьбе игумена Трифона) Вятскому Успенскому монастырю во владение и освоение. В 1596 году был построен бревенчатый монастырь, названный Рождественским. Он имел два храма и кельи. С постройки монастыря принято отсчитывать дату возникновения Вятских Полян. Вскоре вокруг монастыря начинают селиться беглые крепостные из центральных губерний России.
Нехватка рабочих рук на рядом расположенных заводах привела к политике насильственной приписке государственных крестьян. В 1759 году все деревни в округе города были отданы строящимся Ижевскому и Воткинскому заводам, а часть к Пыжманскому медеплавильному заводу (в настоящее время находится в пригороде Сосновки Вятскополянского района).
Входило в состав Малмыжского уезда Вятской губернии.
20 октября 1914 года через село прошла железная дорога «Москва — Екатеринбург».
Во время Гражданской войны через город проходила линия фронта, на которой в 1919 году было остановлено наступление войск Колчака. 1 мая 1919 года 7-я стрелковая дивизия переправилась через Вятку и расположилась по левому берегу в районе мест Вятские Поляны.
В 1938 году село было преобразовано в рабочий посёлок. 19 мая 1942 года получен статус города после того, как туда эвакуировалась оружейная фабрика из Загорска, которая в годы войны производила ППШ-41.
В 2007 году открыт автомобильный мост через реку Вятку ниже по реке в 9 км от города, связавший Вятские Поляны с соседним городом Сосновкой, посёлком Красной Поляной и другими населёнными пунктами левобережья реки Вятки.
9 мая 2013 года Вятским Полянам присвоено почётное звание Кировской области «Город трудовой славы».
Распоряжением Правительства РФ от 29 июля 2014 года № 1398-р «Об утверждении перечня моногородов» городской округ город Вятские Поляны включён в категорию моногородов с наиболее сложным социально-экономическим положением.

## Население
Вятские Поляны — третий по числу жителей город в Кировской области. На 1 января 2025 года по численности населения город находился на 511-м месте из 1124 городов Российской Федерации.
| 1873    | 1900    | 1926    | 1938    | 1939    | 1942    | 1959    | 1967    | 1970    | 1979    | 1989    | 1992    | 1993    | 1996    |
| ------- | ------- | ------- | ------- | ------- | ------- | ------- | ------- | ------- | ------- | ------- | ------- | ------- | ------- |
| 625     | ↗1000   | ↗2221   | ↗9402   | ↗10 600 | ↗30 000 | ↘25 717 | ↗31 000 | ↗32 729 | ↗37 624 | ↗44 513 | ↗46 000 | ↘45 900 | ↘42 600 |
| 1998    | 2000    | 2001    | 2002    | 2003    | 2005    | 2006    | 2007    | 2008    | 2009    | 2010    | 2011    | 2012    | 2013    |
| ↘42 300 | ↘42 200 | ↘42 000 | ↘40 282 | ↘40 200 | ↘39 700 | ↘39 400 | ↘39 000 | ↘38 800 | ↘38 557 | ↘35 162 | ↘35 102 | ↘34 505 | ↘33 964 |
| 2014    | 2015    | 2016    | 2017    | 2018    | 2019    | 2020    | 2021    |         |         |         |         |         |         |
| ↘33 584 | ↘33 338 | ↘33 053 | ↘32 817 | ↘32 562 | ↘32 108 | ↘31 873 | ↘29 742 |         |         |         |         |         |         |

## Экономика
В Вятских Полянах работают промышленные предприятия, развита сфера торговли и услуг. Бюджет города на 2022 год запланирован в объёме 797 038 900 ₽. Основные источники пополнения бюджета: безвозмездные поступления (субсидии, дотации и субвенции) — 68 %, налоговые доходы — 24,6 % и неналоговые доходы — 7,4 %.
На территории города действует территория опережающего социально-экономического развития (ТОСЭР) «Вятские поляны».

### Промышленность
- Градообразующее предприятие: Вятско-Полянский машиностроительный завод (ВПМЗ), ныне ОАО «Молот» — бывшая шпульно-катушечная фабрика, преобразованная в годы Великой Отечественной войны, после эвакуации конструктора Георгия Семёновича Шпагина с оружейным производством, созданным на базе Загорского завода скобяных изделий.
- ООО «Молот АРМЗ»
- ООО «Механический завод Меттэм»
- ОАО «Вятско-Полянская птицефабрика»
- ООО «Комфорт» (производство изделий из бетона)
- ООО «Молот-Оружие»
- ООО «Вятская фабрика дверей» (производство деревянных строительных конструкций и столярных изделий)
- ООО «Фабрикант» (производство верхней одежды)
- ООО «Сотка зелени» (производство удобрений, азотных соединений)
- ООО «Триумф-Л» (производство чемоданов и сумок)
- ООО «Вятско-Полянский механический завод» (обработка металлических изделий)
- ООО «Молот-СпецОдежда» (производство спецодежды)
- ООО «Орион» (строительство кораблей и плавучих судов)
- ООО «Мега-Строй» (капитальный ремонт, строительство)
- ООО «Юг» (производство одежды, аксессуаров и вятского кружева)

### Транспорт
По северо-западной окраине города проходит ж.-д. магистраль Москва — Казань — Екатеринбург (пересекает Вятку по ж.-д. мосту севернее города). На территории города расположена станция Вятские Поляны (с вокзалом) и остановочная платформа 942 км (Горьковская ж. д.). От основных путей отходят служебные ветки к ОАО «Молот» и некоторым другим промышленным предприятиям.
От города на запад ведёт автодорога Вятские Поляны — Кукмор (далее на М-7, Казань), сразу за городом от неё на север отходит автодорога Вятские Поляны — Малмыж — Киров (также на Йошкар-Олу). На восток от города к автомобильному мосту через Вятку ведёт автодорога Вятские Поляны — Сосновка (на Можгу, Ижевск). Транзитный поток автомобилей проходит через окраинные улицы или центр города.
Улично-дорожная сеть города разделена на пять частей железной дорогой, реками Ошторма и Тойменка. Центральную часть города и левый берег Оштормы связывают два моста — по ул. Дзержинского и ул. Тойменка (оба находятся выше впадения р. Тойменка). Оттуда имеется всего один автомобильный переход на север через главную жел. дорогу — проезд под ж.-д. путепроводом по ул. Дзержинского. Сразу за ним справа — единственный мост через Тойменку, а сразу за ним справа — единственный в левобережье Тойменки проезд под жел. дорогой по ул. Луговая. Есть эстакада над жел. дорогой и мост через Ошторму на автодороге в Киров.
На берегу Вятки расположена городская пристань. В 6 км к югу от города находится заброшенный аэродром.

## Архитектура и достопримечательности
- Музей шляп.
- Никольский собор (1596).

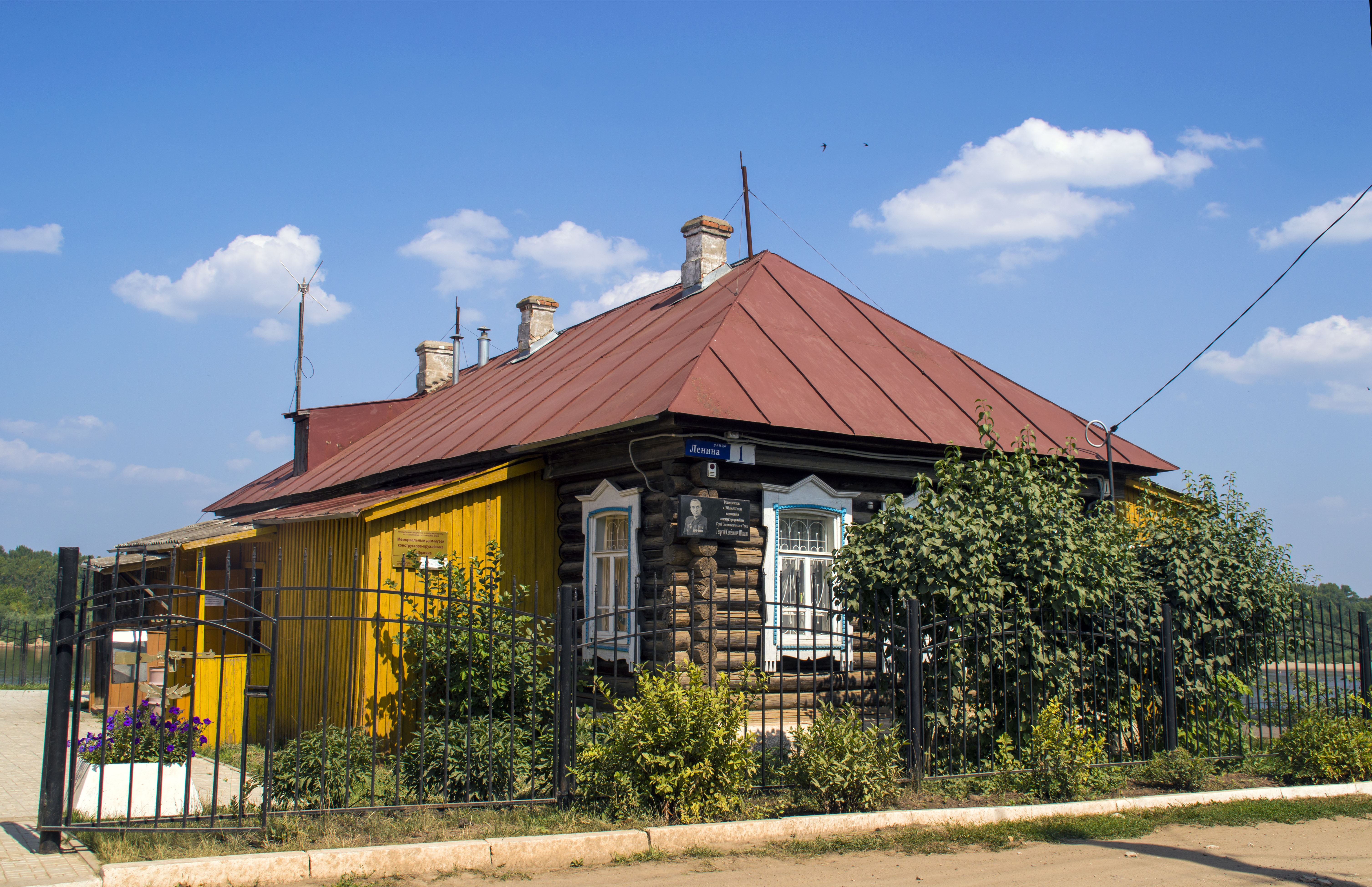
Дом-музей Г. С. Шпагина

- Рождественский мужской монастырь (с деревянными храмами Михаило-Архангельским и Онуфрия Великого).
- Христорождественский Богородичный женский монастырь (с храмами Иверской Божьей Матери и Рождества Христова).
- Исторический музей.
- Дом-музей конструктора автоматического оружия Г. С. Шпагина.
- Памятник «ППШ — оружие Победы».
- Памятник героям Великой Отечественной войны на площади Победы в городском парке.
- Дворец культуры «Победа» с кино-концертным залом на 877 мест — бренд города, в котором занимаются «образцовая» цирковая студия «Чарли», образцовая хореографическая студия «Полянка», народный ансамбль русской песни «Вдохновение», народный Театр, Народный ансамбль танца «Пассаж» и «Интрига», образцовая студия эстрадного вокала СЭМ, фольклорно-эстрадная группа «Вятский сувенир» и др., всего 44 клубных формирования, в которых занимаются 1544 чел. На базе ДК «Победа» работает планетарий, кинозал 3D-фильмов, представлены услуги для населения по катанию на искусственном пластиковом льду.
- Площадь Труда с фонтанами.
- Культурно-досуговый центр «ЭтноМир», в котором работают национальные творческие коллективы: ансамбль марийской песни «Пеледыш», ансамбль татарской песни «Кояш», удмуртский ансамбль песенных традиций «Чипчирган», фольк-группа «Рождественское село», ансамбль бардовской песни «Белая птица», ансамбль авторской песни «Золотая струна» и вокальная группа «Маленький город».
- Вятскополянский районный организационно-методический центр (бывший РДК).
- Детская школа театрального искусства им. А.Калягина (расположена в здании кинозала ДК «Победа») с театральным залом на 175 мест, единственная в Кировской области, победитель Общероссийского конкурса «50 лучших школ искусств РФ». На базе школы создан молодёжный Учебный театр «АзАрт», который выпускает по 3—4 премьеры в год.
- Музей истории завода «Молот».
- Музей советского быта «Коммуналка».
- Купеческий город

## Культура
В городе проводится последовательная политика поддержки и развития культуры. Сохранение, изучение и пропаганда историко-культурного наследия, поддержка лучших традиций классического и народного искусства, развитие библиотечного дела и повышение качества услуг, предоставляемых населению — основные направления деятельности учреждений культуры города. Всего в системе учреждений сферы культуры работает 310 человек, из них профессиональных специалистов — 147 человек.
С 1990 года в городе действует детская музыкальная школа духовых и ударных инструментов.
Сеть учреждений культуры и искусства города:
| Вид учреждения культуры                                                     | Количество всего |
| Библиотеки                                                                  | 4                |
| Культурно-досуговые учреждения                                              | 2                |
| Музейные учреждения                                                         | 4                |
| Школы по видам искусств: музыкальная, театральная, художественная, искусств | 4                |
| Парки культуры и отдыха                                                     | 2                |

С 2016 года в городе проводится яркий Международный фестиваль шляп «Поля мира», возникший по инициативе предпринимательского сообщества и при поддержке администрации города. Уже в первый год праздник посетили пять тысяч человек, а завершился он концертом участников конкурса «Евровидение» «Бурановских бабушек» и лазерным шоу. В 2018 году фестиваль завоевал гран-при в области событийного туризма «Russian Event Awards 2018» в номинации на лучшее городское праздничное событие с населением 100 тысяч человек.

## Средства массовой информации
Телевидение
- КГТРК «Вятка» с включениями МУП «ТРК „Вятские Поляны“»;
- Местное кабельное телевидение — ООО «Центр кабельного телевидения „Молот“».
- Эфирные телевизионные каналы, доступные в городе: 60,28. Являются частью сети цифрового эфирного вещания Кировской области

Радио
- Радио Шансон — 101,0 FM
- Татар радиосы (Татарское радио) — 101,7 FM
- Авторадио — 103,4 FM
- Радио России / ГТРК Вятка — 103,8 FM
- Дорожное радио — 105,4 FM
- Радио Рекорд — 105,9 FM
- Русское Радио — 106,3 FM
- Европа Плюс — 106,7 FM
- Мария FM — 107,1 FM

Газеты
- 7 вечеров;
- Вятско-Полянская правда;
- Из первых рук;
- Настроение;
- Отчина;
- Рабочая трибуна;
- О Полянах. RU;
- Наша.

Городской интернет-портал
- Сайт города Вятские Поляны vp43.ru

## Сотовая связь
| Сеть сотовой связи | Юридическое лицо            | Стандарт связи |
| ------------------ | --------------------------- | -------------- |
| Мегафон            | ОАО «Мегафон»               | GSM, UMTS      |
| МТС                | ОАО «Мобильные ТелеСистемы» | GSM, UMTS      |
| Билайн             | ОАО «Вымпел-Коммуникации»   | GSM, UMTS      |
| Tele2              | ЗАО «Вотек Мобайл»          | GSM            |
| Ростелеком         | ООО «Ростелеком»            | GSM, UMTS      |
| YOTA               | ООО «Скартел»               | GSM, UMTS      |

## Спорт
Футбольный клуб «Электрон», выступавший во второй лиге российского чемпионата.
Хоккейный клуб «Электрон». Официальный спонсор клуба — MolotArms Вятские Поляны.

## Молодёжная политика
Общее количество молодёжи в городе Вятские Поляны от 14 до 30 лет − 5032 человека, что составляет 15,2 % от общего количества населения города.
В последние годы молодёжь сама все чаще начинает создавать свои организации, самодеятельные объединения, клубы по интересам и другое, включаясь в проекты молодёжной политики. 15 молодёжных общественных организаций осуществляют социально-значимую деятельность на территории города Вятские Поляны:
1. Совет молодёжи города Вятские Поляны при администрации города.
2. Совет молодёжи машиностроительного завода «Молот-оружие».
3. Волонтёрский отряд «Путь к успеху» КОГОБУ СПО «Вятскополянский механический техникум».
4. Молодёжное информагентство «Время молодёжи».
5. Общественная молодёжная организация «Деловой союз предпринимателей».
6. Молодёжная общественная организация «Автоклуб».
7. Общественное движение «Волонтёры — детям Вятских Полян».
8. Волонтёрский отряд Многопрофильного лицея г. Вятские Поляны.
9. Общественная организация татарской молодёжи «Дуслар».
10. Спортивное молодёжное движение «Спринт».
11. Общественное движение «Сделай доброе дело».
12. Волонтёры муниципального казённого общеобразовательного учреждения средней общеобразовательной школы № 5 г. Вятские Поляны Кировской области.
13. Волонтёрский отряд «Друзья всегда рядом» муниципального казённого общеобразовательного учреждения гимназия г. Вятские Поляны Кировской области.
14. Волонтёры муниципального казённого общеобразовательного учреждения «Лицей с кадетскими классами имени Г. С. Шпагина» г. Вятские Поляны Кировской области.
15. Союз работающей молодёжи города Вятские Поляны.
Ежегодно в городе проводятся масштабные молодёжные мероприятия: Бал главы города, молодёжный туристический слёт, Школа волонтёров, городской конкурс красоты «Мисс осень», День молодёжи, проект «Зимняя сказка», марафон добрых территорий «Добрая Вятка», городской конкурс новогодних игрушек, городской конкурс «Молодые лица города», городской конкурс «Волонтёр года», городской фестиваль «Территория добровольчества».
Активная молодёжь города провела масштабные работы по росписи стен в детской поликлинике, городская акция «Дедморозим по-Вятски», городские пробеги и велопробеги, благотворительная акция «Такси Победы», городской поэтический конкурс «Имена воинской славы Отечества» и т. д.
Молодёжью проводятся экологические акции: в районе Стрелке на месте погибших деревьев было высажено более 2 тысяч саженцев сосёнок, убирают от мусора берега реки Вятки.
Мероприятия, реализованные при участии волонтёрского корпуса 70-летия Победы в Великой Отечественной войне 1941—1945 годов и дней единых действий по Российской Федерации: Бессмертный Полк, фотоконкурсе «Бессмертный Подвиг», Стена Памяти «Народная Победа», «Солдатская каша», Акция «Свеча памяти», Флешмоб «День Победы», Флешмоб «Флаг Российской Федерации».
По итогам работы муниципальное образование город Вятские Поляны награждён благодарственным письмом Министерства образования кировской области за координацию муниципальных штабов Всероссийского волонтёрского корпуса 70-летия Победы в Великой Отечественной войне 1941—1945 годов.
В 2013 году и 2015 году получены Дипломы победителей областного конкурса среди муниципальных образований Кировской области на лучшую организацию работы с молодёжью по итогам года.

## Галерея

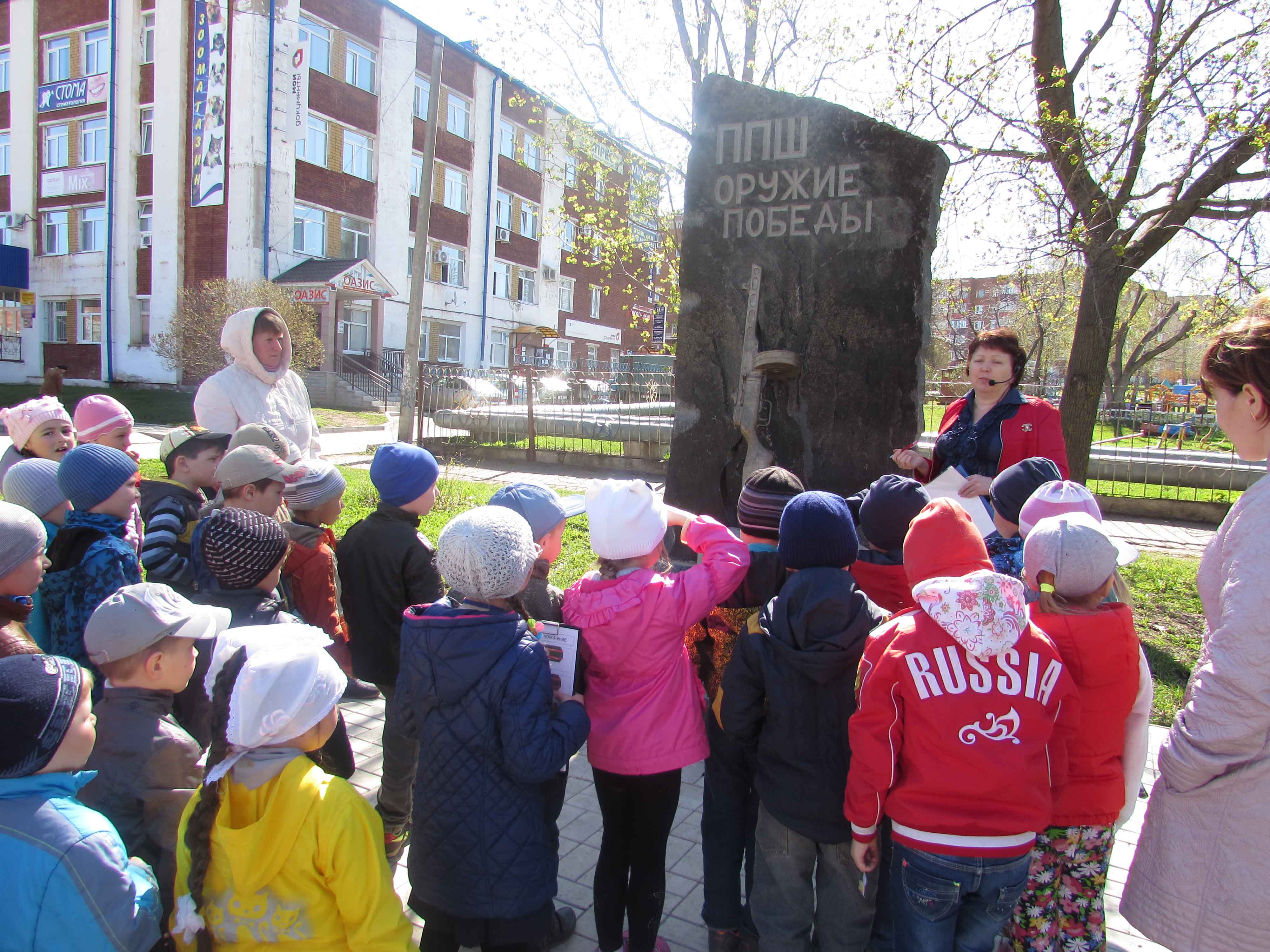
Памятник ППШ
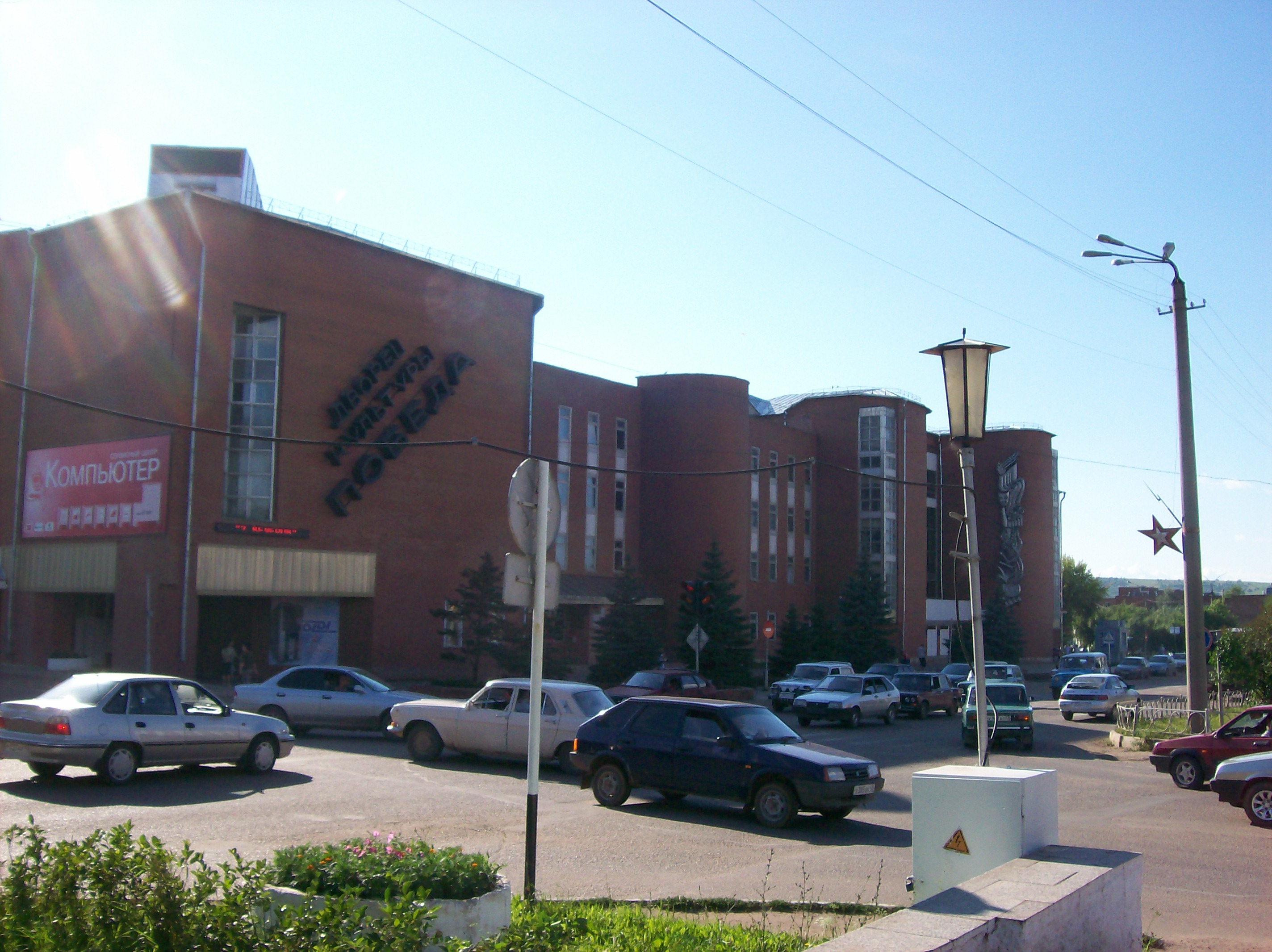
Дворец культуры «Победа»
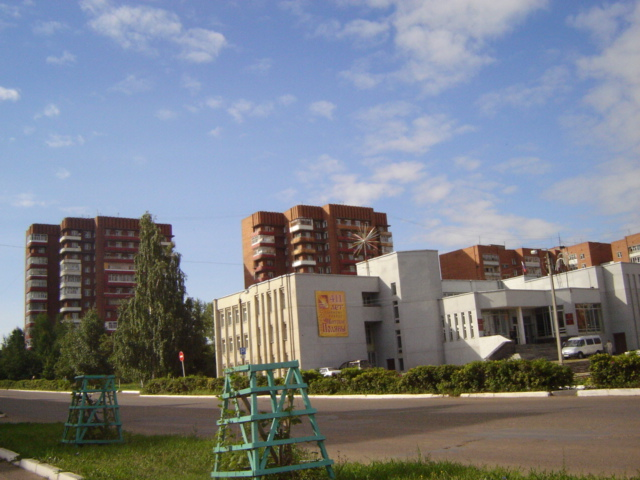
Администрация города
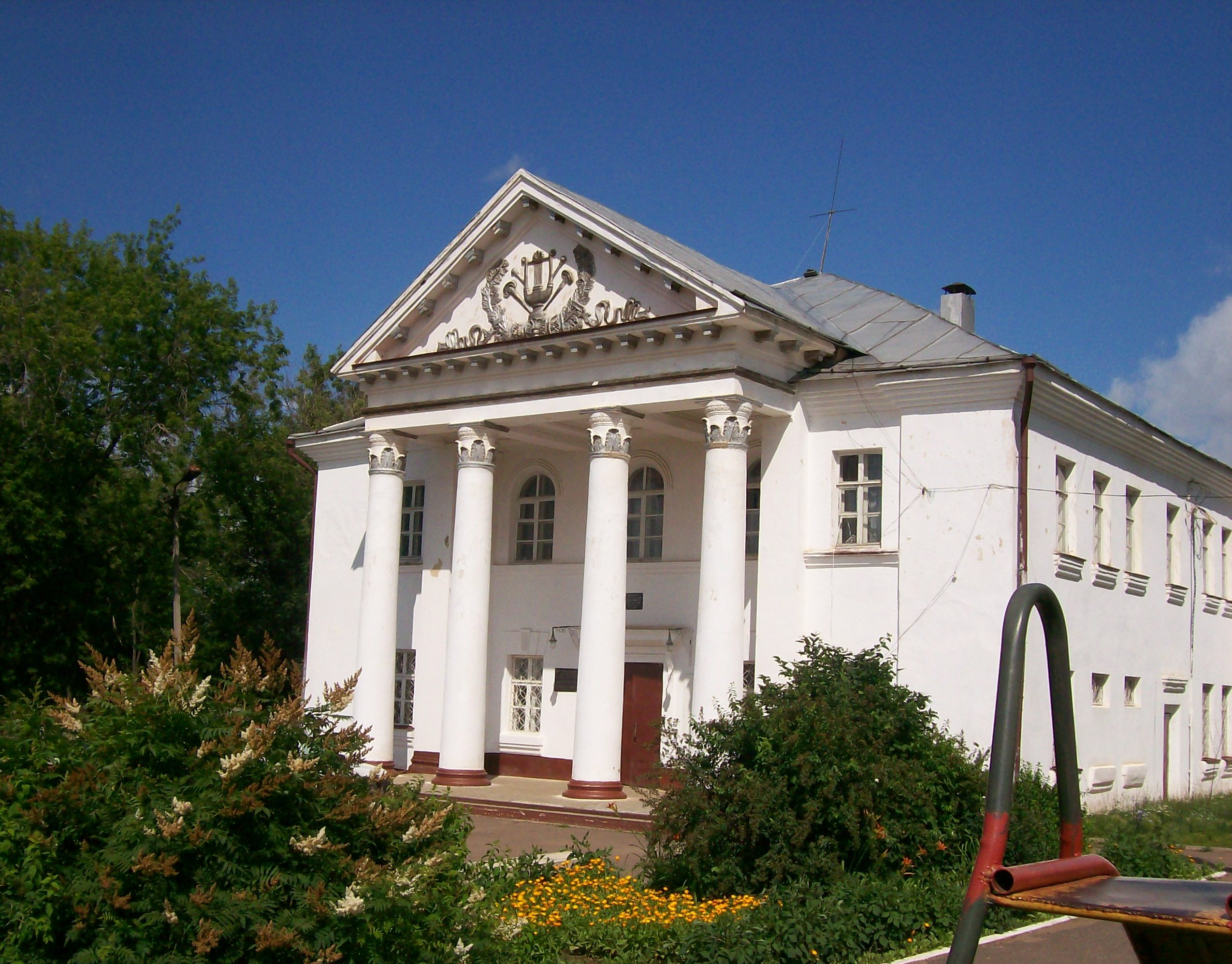
Центр народной культуры «Русь»
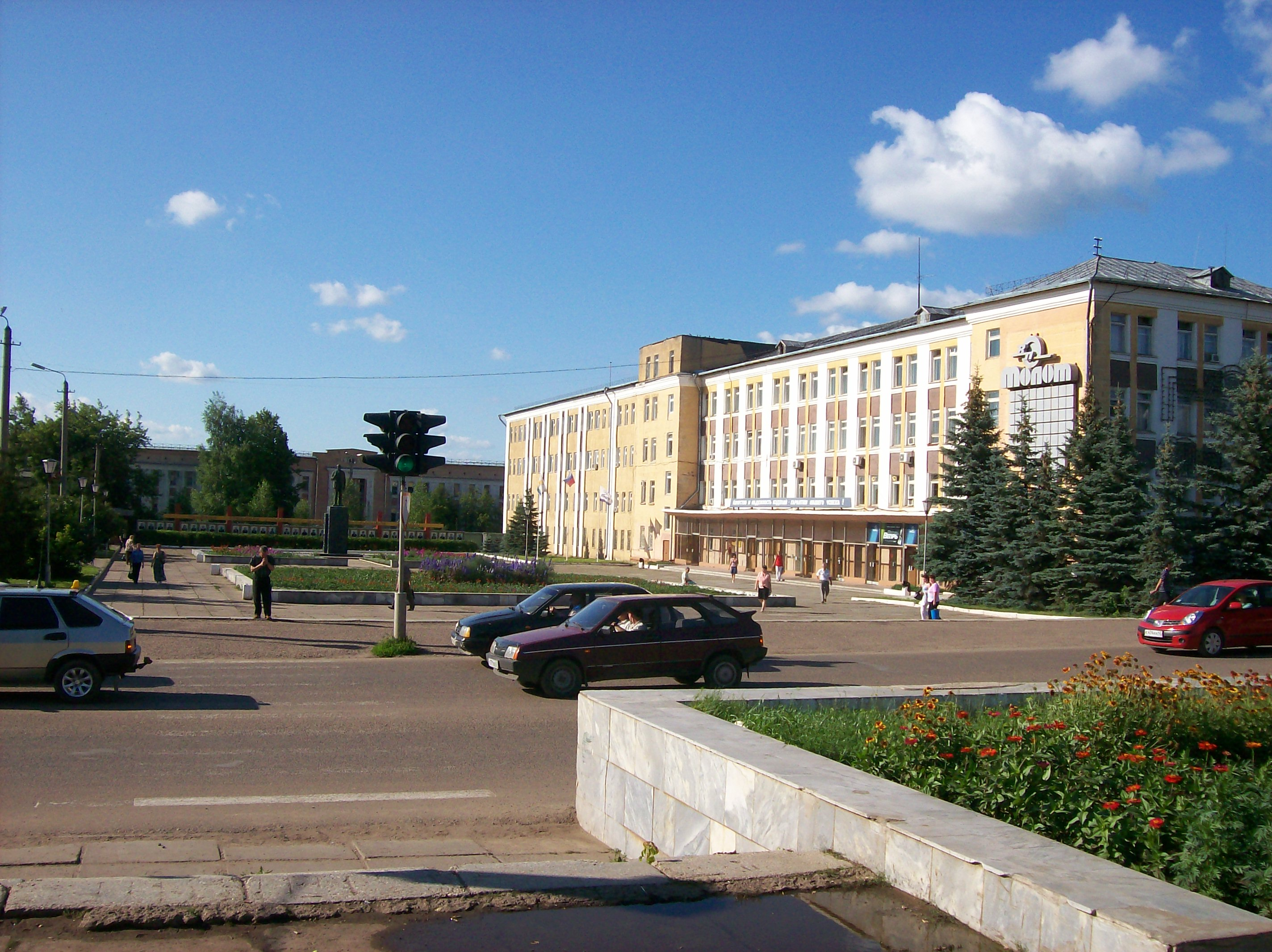
Проходная ОАО «Молот»
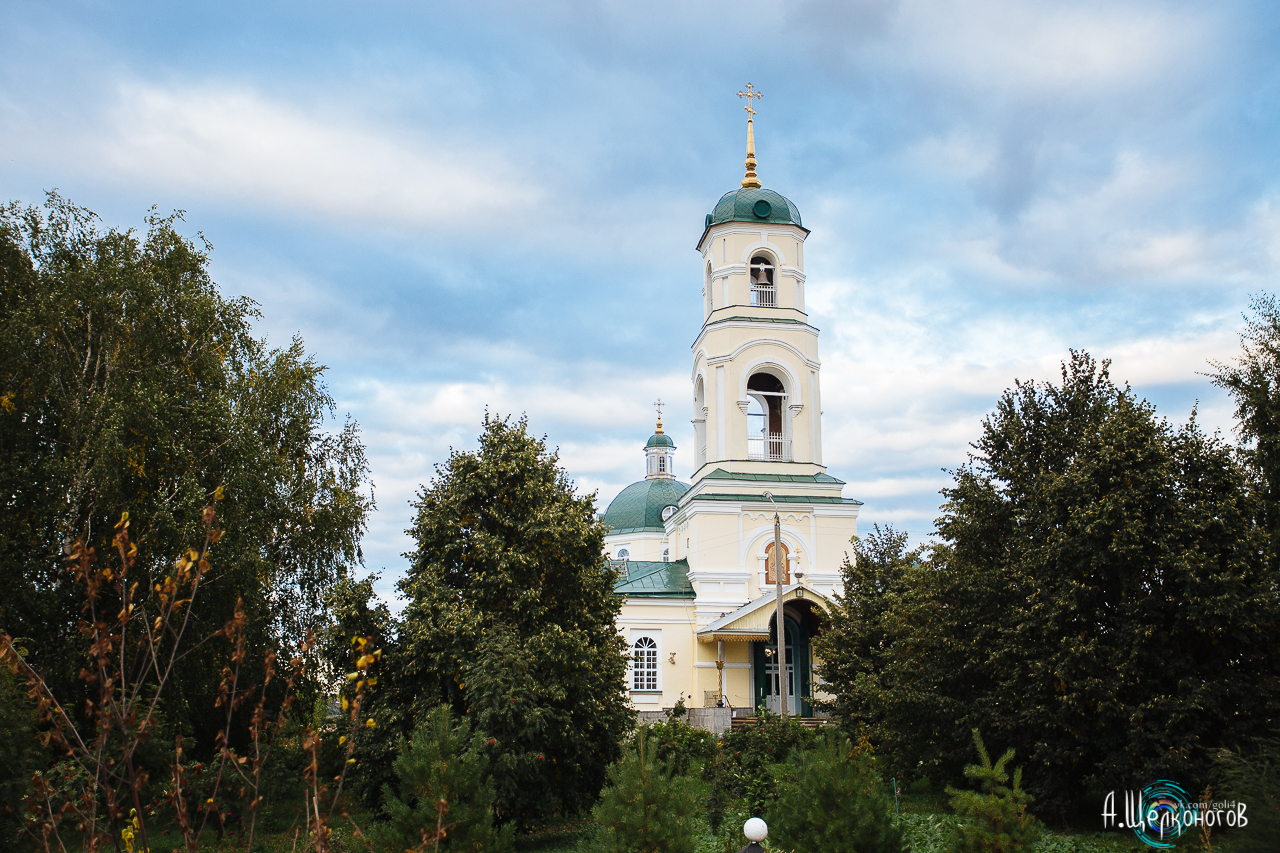
Никольский собор
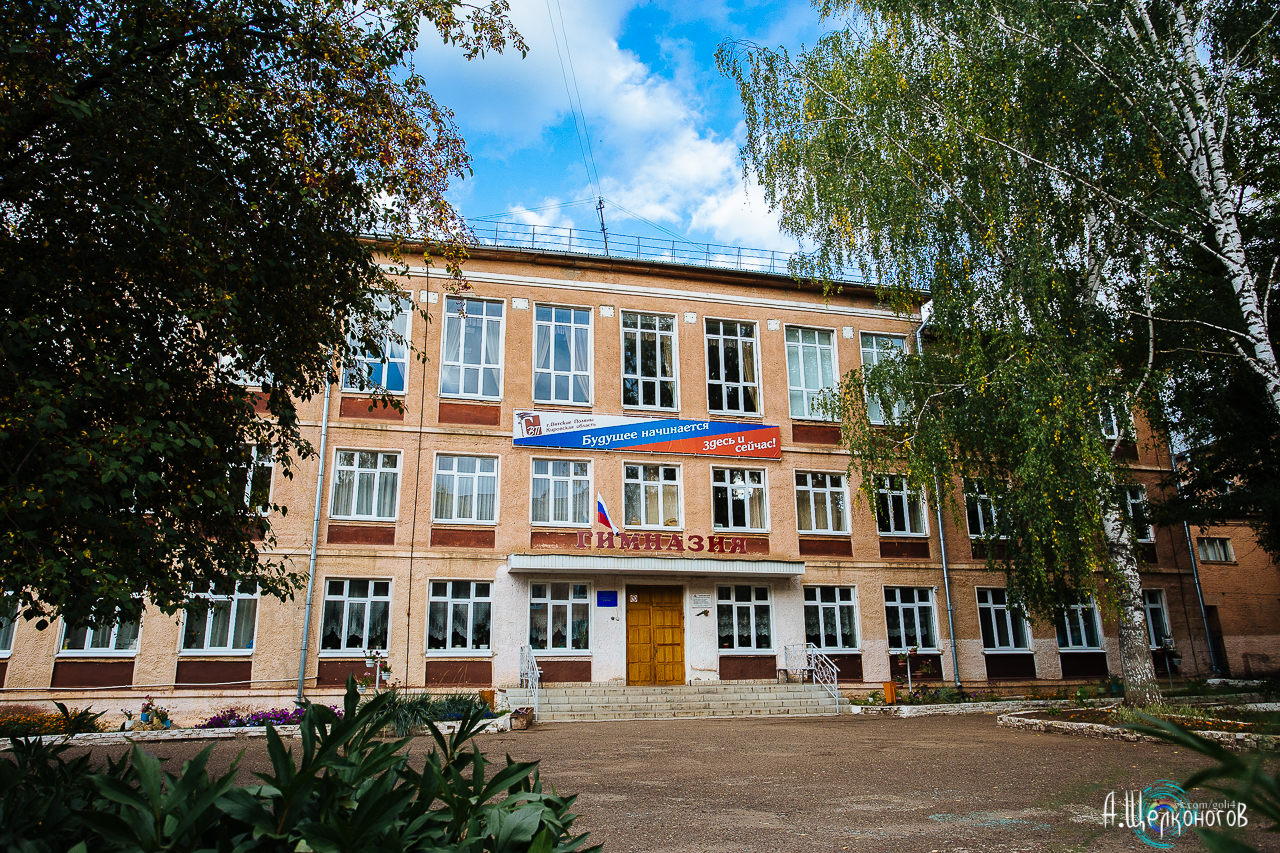
Гимназия
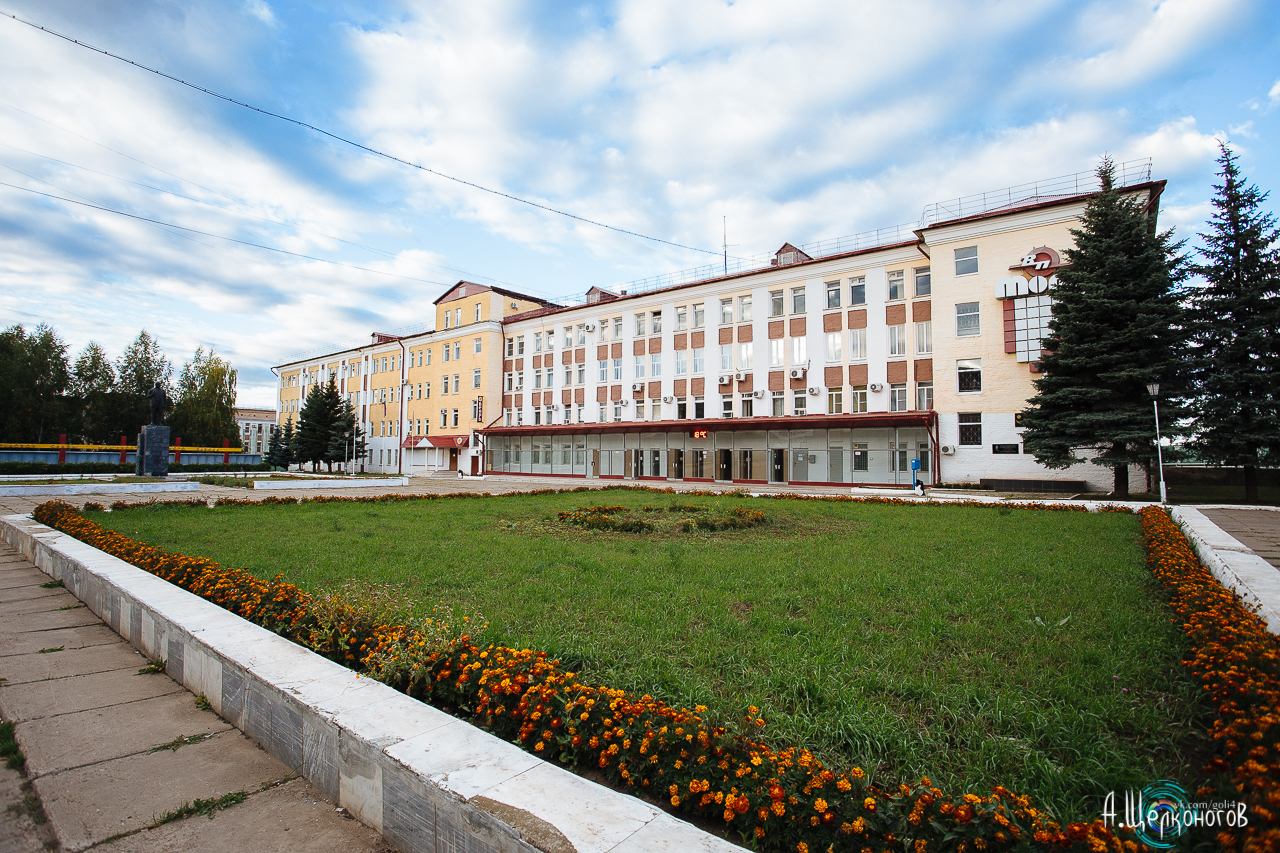
Машиностроительный завод «Молот»